# Карл Прусский
Карл Прусский (Фридрих Карл Александр Прусский, нем. Friedrich Carl Alexander von Preußen; 29 июня 1801, Шарлоттенбург — 21 января 1883, Берлин) — принц Прусский, генерал-полковник со званием прусского генерал-фельдмаршала (5 февраля 1857).

## Биография
Третий сын Фридриха Вильгельма III и Луизы Мекленбург-Стрелицкой, брат Фридриха Вильгельма IV и Вильгельма I.
Принимал участие в походах Вильгельма I, считался одной из опор консервативной партии. Из его наследства государство приобрело включённое в берлинский Цейхгауз крупное собрание оружия. Именно с подачи Карла в прусской армии указом Фридриха Вильгельма IV в 1842 году введены знаменитые «пикельхельмы» (кожаные каски с остроконечной пикой на тулье), скопированные с русского образца, подаренного принцу российским императором Николаем I во время дружественного визита Карла в Россию в 1837 году.
26 ноября 1869 года российский император Александр II пожаловал ему орден Св. Георгия 4-й степени и 22 октября 1872 года тот же орден 3-й степени (№ 526 по кавалерским спискам).
25 июня 1820 года был награждён орденом Св. Андрея Первозванного.

## Семья
В 1827 году Карл женился на принцессе Марии (1808—1877), дочери Карла Фридриха Саксен-Веймар-Эйзенахского и великой княжны Марии Павловны, дочери российского императора Павла I. Мария была родной сестрой Августы, которая в свою очередь была замужем за родным братом Карла - первым германским императором Вильгельмом I. Супруга приходилась ему четвероюродной племянницей (оба являются потомками прусского короля Фридриха Вильгельма I и его жены Софии Доротеи Ганноверской). Дети:
- Фридрих Карл (1828—1885), женат на Марии Анне Ангальт-Дессауской
- Луиза (1829—1901), замужем за Алексисом Гессен-Филипсталь-Барфельдским
- Мария Анна (1836—1918), супруга Фридриха Вильгельма Гессен-Кассельского.

С 1829 года резиденцией принца Карла в Берлине служил Орденский дворец, переименованный в его честь во «Дворец принца Карла».

## Воинские звания
- 26.6.1811 второй лейтенант
- 13.4.1816 первый лейтенант
- 2.3.1818 майор
- 23.5.1822 полковник (минуя чин подполковника)
- 30.4.1824 генерал-майор
- 30.4.1832 генерал-лейтенант
- 23.9.1844 генерал пехоты
- 30.3.1854 генерал-фельдцейхмейстер (последний в прусской армии, кто занимал эту должность)
- 5.2.1857 генерал-полковник в должности генерал-фельдмаршала (поскольку генерал-фельдцейхмейстер приравнивался к генерал-фельдмаршалу)